# 卡瓦-德蒂雷尼
卡瓦-德蒂雷尼（義大利語：Cava de' Tirreni）是意大利南部坎帕尼亚大区萨莱诺省的一个城市，从萨莱诺市经铁路向西北方10公里处。该市地处青山环抱的肥沃山谷，是一个旅游胜地。

## 友好城市
- 波蘭大波蘭地區戈茹夫
- 立陶宛考那斯
- 美国皮茨菲尔德
- 德国施韦特

## 图片

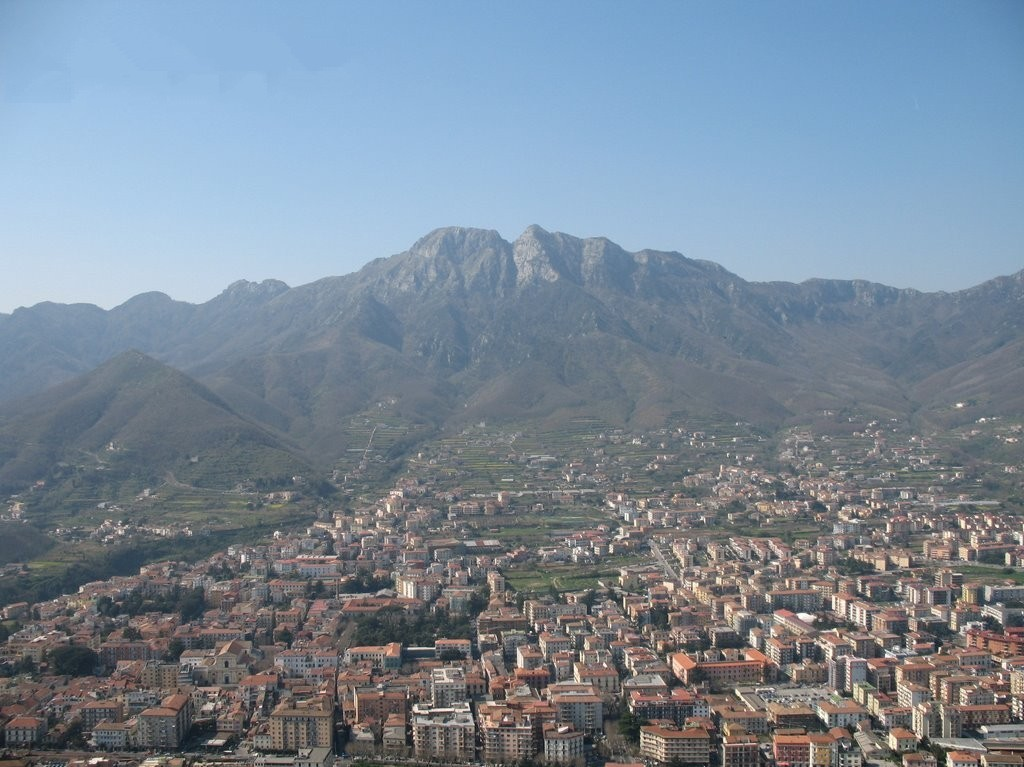
全景
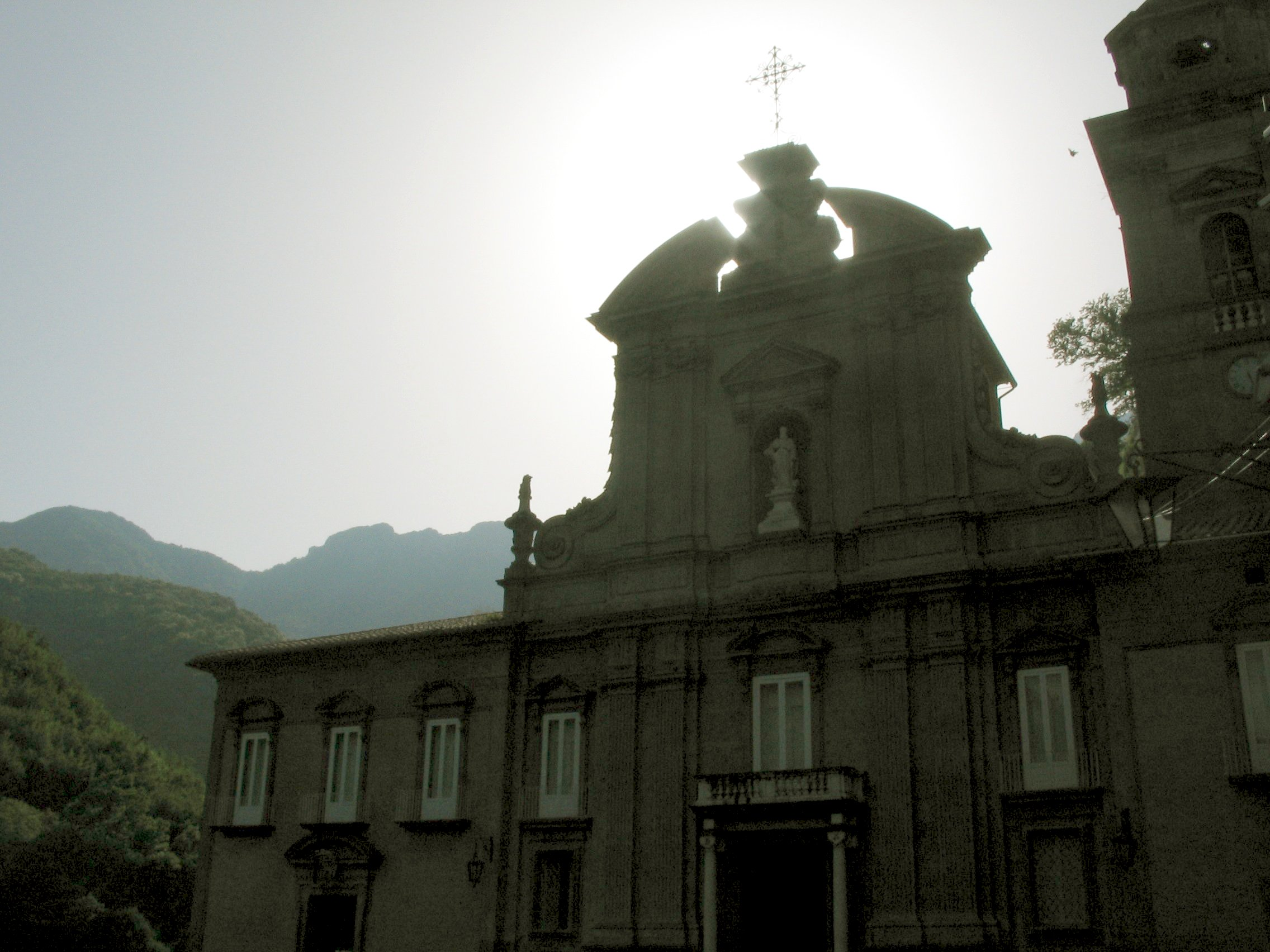
本笃会修道院
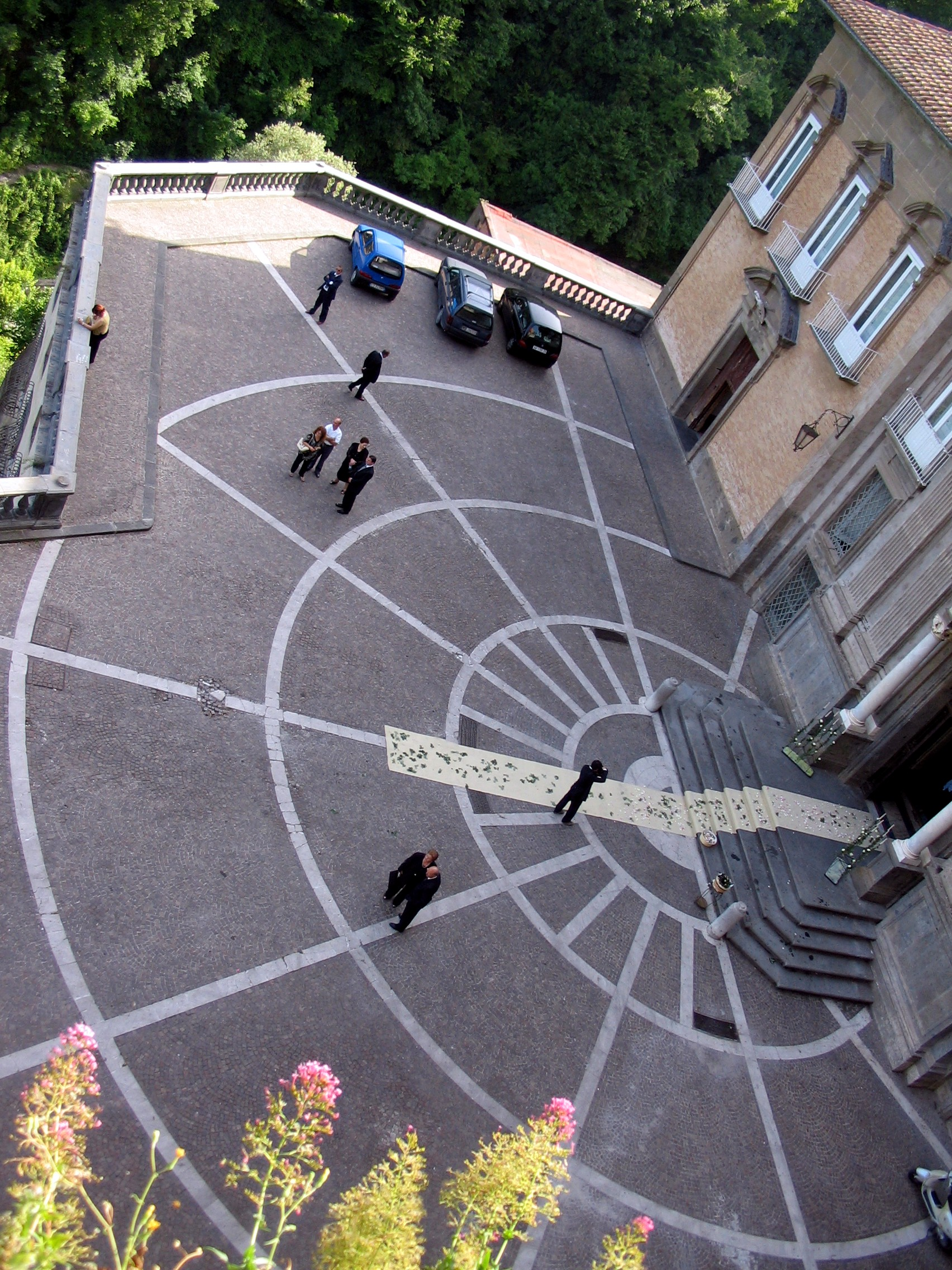
本笃会修道院广场
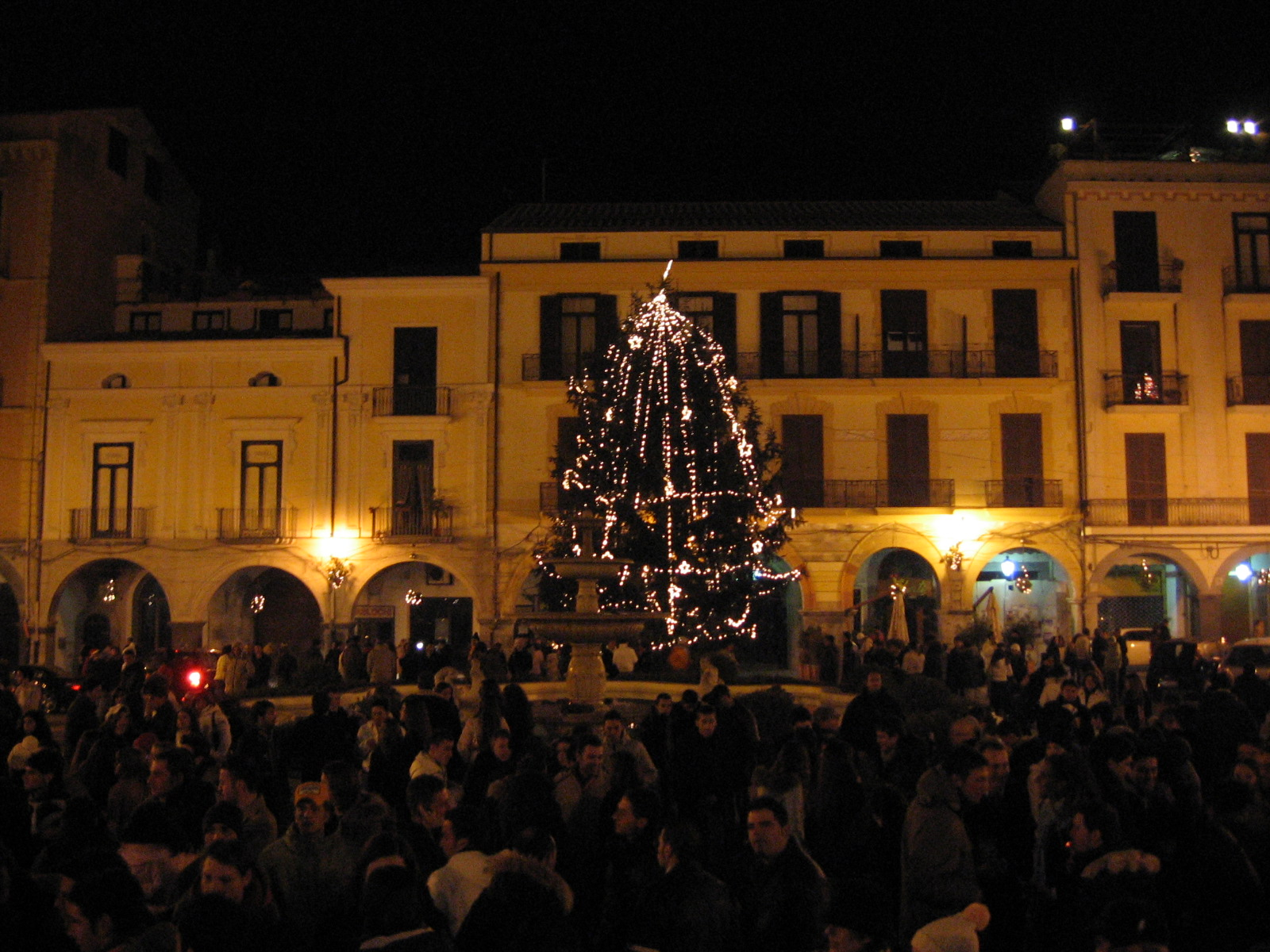
圣诞节的主教堂广场